# Felix Mildenberger

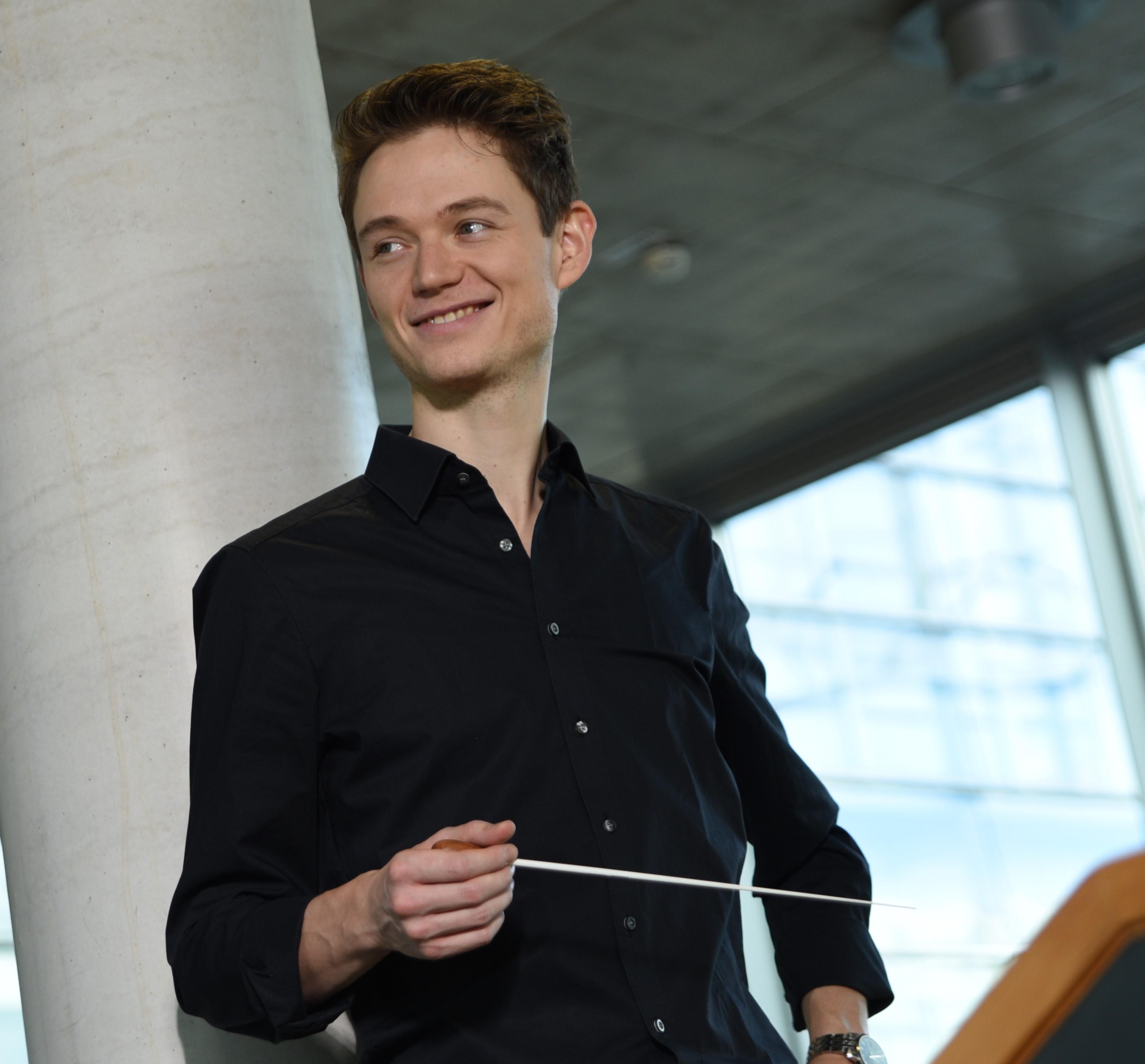
Felix Mildenberger

Felix Mildenberger (* 1990 in Wolfach) ist ein deutscher Dirigent. Seit der Saison 2021/22 ist er Erster Gastdirigent der Filarmonica Teatro Regio in Turin. Darüber hinaus ist er Chefdirigent und Künstlerischer Leiter des von ihm mitbegründeten Sinfonieorchester Crescendo Freiburg.

## Werdegang
Felix Mildenberger wurde in Wolfach geboren als Sohn einer Grundschullehrerin und eines Gymnasiallehrers und wuchs in Oberndorf-Boll und Fluorn-Winzeln auf. Ersten Dirigierunterricht erhielt er im Alter von 18 Jahren bei Alexander Burda im Rahmen einer deutsch-französischen Orchesterfreizeit.
Nach seinem Abitur am Gymnasium am Rosenberg in Oberndorf am Neckar und einem Freiwilligen Sozialen Jahr in Kanada nahm er von 2011 bis 2015 sein Studium im Fach Orchesterleitung an der Hochschule für Musik Freiburg und an der Universität für Musik und darstellende Kunst Wien auf, wo er bei Lutz Köhler, Scott Sandmeier, Massimiliano Matesic, Mark Stringer und Gerhard Markson studierte. Ergänzt wurde seine Ausbildung in den Jahren 2016 und 2017 durch Teilnahmen als Conducting Fellow am Aspen Music Festival in den USA, wo er u. a. bei Robert Spano, Markus Stenz, Larry Rachleff und Michael Stern studierte und 2016 mit dem Robert Spano Conductor Prize ausgezeichnet wurde. In Meisterkursen lernte er darüber hinaus u. a. bei David Zinman, Paavo Järvi, Neeme Järvi, Marko Letonja, John Carewe, Johannes Schlaefli und Bernard Haitink. Letzterem stand er in der Folge wiederholt als Cover Conductor zur Verfügung.
Darüber hinaus arbeitete er als Dirigierassistent eng mit Sir Simon Rattle, Jukka-Pekka Saraste, Michael Tilson Thomas, François-Xavier Roth, Robin Ticciati, Gianandrea Noseda, Fabio Luisi, Marc Albrecht u. a. zusammen.
Von 2017 bis 2019 war Felix Mildenberger Chef Assistant von Emmanuel Krivine beim Orchestre National de France. Für diesen Posten gab er seine Tätigkeit als Dozent für Orchesterleitung an der Hochschule für Musik Freiburg auf, die er zwei Jahre lang ausgeübt hatte.
Nach dem Gewinn des Donatella Flick LSO Conducting Competition 2018 war er zweieinhalb Jahre lang Assistant Conductor beim London Symphony Orchestra. In der Saison 2019/20 holte ihn zudem Paavo Järvi als seinen Assistant Conductor zum Tonhalle-Orchester Zürich. 2020 wurde er von der Gabler-Stiftung beim Festival der Nationen als erster Dirigent mit dem Prix Young Artist of the Year ausgezeichnet.
Von 2017 bis 2021 war Felix Mildenberger Stipendiat des Forums Dirigieren vom Deutschen Musikrat. 2021 wurde er in die Künstlerliste „Maestros von Morgen“ aufgenommen. Von 2017 bis 2019 war er zudem Stipendiat der Akademie Musiktheater heute der Deutsche Bank Stiftung. 2014 gründete Felix Mildenberger gemeinsam mit Kommilitonen das Sinfonieorchester Crescendo Freiburg, dessen Chefdirigent und Künstlerischer Leiter er bis heute ist.
Felix Mildenberger lebt in Hamburg und spricht fließend Deutsch, Englisch und Französisch.

## Internationale Orchester
Zu den Orchestern, mit denen Felix Mildenberger zusammenarbeitet, gehören das London Symphony Orchestra, Orchestre National de France, Tonhalle-Orchester Zürich, Royal Concertgebouw Orchestra, Deutsches Symphonie-Orchester Berlin, Wiener Symphoniker, Danish National Symphony Orchestra, SWR Symphonieorchester, hr-Sinfonieorchester, NDR Radiophilharmonie, Deutschen Radiophilharmonie Saarbrücken Kaiserslautern, Münchner Rundfunkorchester, Konzerthausorchester Berlin, Die Deutsche Kammerphilharmonie Bremen, Bremer Philharmoniker, Stuttgarter Philharmoniker, Staatskapelle Weimar, Nürnberger Symphoniker, Brandenburgisches Staatsorchester Frankfurt (Oder), Folkwang Kammerorchester Essen, Ensemble Modern, Filarmonica Teatro Regio Torino, Belgrade Philharmonic Orchestra, Musikkollegium Winterthur, Sinfonieorchester Basel, Camerata Salzburg, Nagoya Philharmonic Orchestra, Kansai Philharmonic Orchestra, Taipei Symphony Orchestra, St. Petersburg State Capella Symphony Orchestra, Orquestra de Cadaqués, Orquesta Sinfónica de Tenerife, Orchestre National des Pays de la Loire, Orchestre National de Lille.
Im Januar 2024 debütierte er mit George Benjamins Oper „Written on skin“ an der Deutschen Oper Berlin.

## Preise & Auszeichnungen
- Prix „Young Artist of the Year 2020“ des Festivals der Nationen
- Erster Preis beim Donatella Flick LSO Conducting Competition 2018
- Zweiter Preis beim XII. Cadaqués Orchestra International Conducting Competition 2017
- „Robert Spano Conductor Prize“ im Rahmen des Aspen Music Festivals 2016